# Neucat
El NEUCAT és el nom que rep el pla especial d'emergències per nevades de Catalunya, de protecció civil, creat per la Generalitat de Catalunya i d'aplicació a tot el territori català. Té la finalitat de disposar d’una planificació d’emergències que permeti afrontar i gestionar eficaçment les incidències i emergències per nevades que  dins l’àmbit territorial de Catalunya.
Estableix l’estructura de resposta, l’operativa i els procediments necessaris per gestionar qualsevol emergència associada a les nevades, amb la finalitat de minimitzar el risc, garantir la seguretat de les persones i la protecció dels béns, les infraestructures i el medi ambient.
En general s'activa quan neva de forma extraordinària o bé neva en llocs on no és habitual, en qualsevol punt del territori. Les emergències relacionades amb nevades es caracteritzen principalment per causar interferències més o menys notòries en el funcionament dels serveis bàsics i en la mobilitat de les persones, més que no pas per produir danys directes a la població.

## Objectius
Aquest Pla determinar la possible perillositat de les nevades i els efectes que poden tenir sobre els diferents elements vulnerables i serveis bàsics, i estableix els avisos, l'organització i els procediments d'actuació dels serveis de la Generalitat de Catalunya, de les altres administracions públiques i també de les entitats privades que tinguin un paper rellevant en la gestió d’una emergència per nevades.
En concret, els objectius del Pla especial d’emergències per nevades a Catalunya (NEUCAT) són:
- Conèixer les zones i els municipis amb més perill de nevades i els efectes que se’n poden derivar mitjançant una anàlisi del risc que inclogui l’estudi de la perillositat i de la vulnerabilitat.
- Determinar els criteris d’afectació municipal.
- Informar sobre situacions de risc per nevades amb la màxima antelació possible a fi que es puguin prendre les mesures preventives adients per minimitzar el risc.
- Establir l'estructura organitzativa de resposta dels serveis de la Generalitat, de les altres administracions públiques i de la resta d’organitzacions o entitats privades que intervinguin en la gestió d’una emergència per nevades.
- Establir els procediments operatius i de coordinació dels organismes que integren el Pla: avisos, criteris d’activació i actuacions associades (mesures preventives, intervenció), coordinació amb els municipis, etc.
- Garantir el funcionament dels serveis bàsics, la seguretat de les persones i la protecció dels béns, infraestructures i el medi ambient.
- Determinar els criteris de planificació municipal en relació amb l’elaboració dels plans d'actuació municipal (PAM).
- Preveure la realització de campanyes d’informació a la població.
- Especificar els procediments d’avís i d'informació a la població, així com les mesures de protecció i els consells que s’han de difondre per minimitzar el risc davant una emergència per nevades.
- Catalogar els mitjans i els recursos disponibles adscrits al Pla.
- Definir les tasques d’implantació i manteniment del Pla.